# 86-DOS
86-DOS ist ein Betriebssystem der Seattle Computer Products (SCP) für den Mikroprozessor 8086 von Intel.
Bei der Entwicklung 1980 noch QDOS (für englisch „quick and dirty operating system“) genannt, wurde der Name noch im gleichen Jahr in 86-DOS geändert, als SCP begann, das Betriebssystem in Lizenz zu vergeben. Nach der 1981 erfolgten Übernahme durch Microsoft wurde 86-DOS als MS-DOS weiterentwickelt. An IBM lizenziert wurde es leicht modifiziert als PC DOS vermarktet.

## Entwicklung und Funktionen
QDOS wurde 1980 von Tim Paterson geschrieben. Die Firma Seattle Computer Products benötigte ein 8086-Betriebssystem, um ihre 8086-Prozessorplatine – die ebenfalls von Tim Paterson entwickelt worden war – verkaufen zu können. Da es noch keine Version für den 8086-Prozessor, der die x86-Architektur begründete, des damals beliebtesten Betriebssystems CP/M gab – eine solche kam erst im Januar 1982 unter dem Namen CP/M-86 auf den Markt –, nahm sich SCP der Sache kurzerhand selbst an und entwickelte QDOS.
QDOS war CP/M sehr ähnlich, da Paterson eine CP/M-2.2-Systemanleitung als Referenz benutzte. Einige Funktionen wurden direkt von CP/M entnommen, insbesondere die Kommandostruktur und die Programmierschnittstelle ähnelten sich. Eine Portierung von CP/M-Programmen war daher relativ problemlos möglich.
Allerdings bot QDOS einige Verbesserungen hinsichtlich der Dateiverwaltung, vor allem durch die Verwendung des kurz zuvor von Microsoft für BASIC entwickelten Dateisystems „FAT“. Dadurch wurde u. a. der Umgang mit großen Dateien erleichtert, der mit CP/M sehr umständlich gewesen war. Außerdem wurden Informationen über das Dateisystem nicht mehr wie bei CP/M im Arbeitsspeicher vorgehalten, sondern bei jeder Aktion auf dem Datenträger aktualisiert. Dieses Verfahren war zwar etwas langsamer, reduzierte aber die Gefahr von Datenkorruption, wenn der Datenträger vor dem Entfernen nicht manuell aktualisiert wurde.

## Weiterentwicklung zu MS-DOS
Nachdem IBM im Oktober 1980 seinen ersten Personal Computer (Modell 5150) entwickelt hatte, war die Firma auf der Suche nach einem geeigneten Betriebssystem. Nachdem über eine Lizenzierung von CP/M, dem damals weitverbreitetsten Betriebssystem, keine Einigung erzielt worden war, kaufte Microsoft 86-DOS von SCP, entwickelte es als MS-DOS weiter und lizenzierte es an IBM. Die Weiterentwicklung wurde dabei auch gemeinsam mit IBM vorangetrieben. Durch den großen Erfolg des IBM PC und dazu kompatiblen Computern wurde MS-DOS bzw. das sehr ähnliche PC DOS in den 1980er und frühen 1990er Jahren zum weltweit meistverbreiteten Betriebssystem – der PC als Plattform auch mit einem dazu kompatiblen DOS als Betriebssystem.